# Nangkor
Nangkor – gewog w dystrykcie Żemgang, w Bhutanie. Według danych z 2017 roku liczył 2602 mieszkańców.